# Megapselaphus sexguttatus
Megapselaphus sexguttatus is een keversoort uit de familie zwamspartelkevers (Melandryidae). De wetenschappelijke naam van de soort werd in 1860 gepubliceerd door Xavier Montrouzier.